# Acid Drinkers
Acid Drinkers est un groupe de heavy metal polonais, originaire de Poznań. Formé en 1986, le groupe comprend initialement le bassiste et chanteur Tomasz « Titus » Pukacki, les guitaristes Darek « Popcorn » Popowicz et Robert « Litza » Friedrich, et le batteur Maciej « Ślimak » Starosta.
Le groupe gagne déjà en popularité avec la sortie en 1990, d'un premier album studio, Are You a Rebel?. Les chansons crossover thrash étaient principalement basées sur des textes humoristiques, qui aideront à populariser le genre. Peu après, le quatuor fait équipe avec Katarzyną Kanclerz d'Izabelin Studio, et, au fil des années, s'oriente plus vers le groove metal. Cette fois, les textes font références aux problèmes sociaux.
En 2014, le groupe compte quatorze albums studio, et un certain nombre de petites publications favorablement accueillies par la presse spécialisée et le public. Le groupe est récompensé à plusieurs reprises, et est cité dans des magazines tels que le Metal Hammer, le Teraz Rock et Thrash'em All. Le nom du groupe est un terme argotique pour les individus qui boivent du vin à moindre coût. Les membres actuels, ou anciens, font également partie de projets parallèles tels que NoNe, Lipali, Illusion, Armia, Turbo, Wolf Spider, Flapjack, Arka Noeg, Guess Why, Albert Rosenfield, Creation of Death, Luxtorpeda, 2Tm2,3 et Anti Tank Nun.

## Biographie

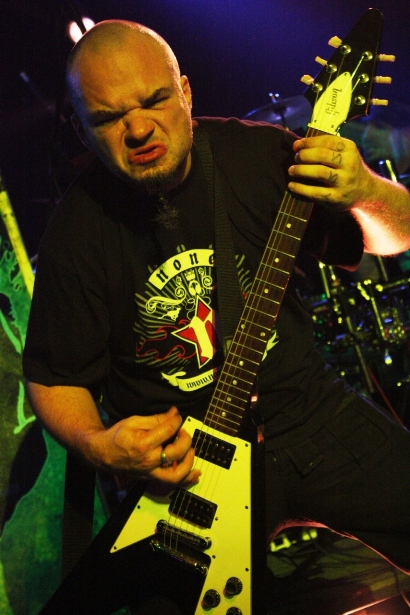
Darek Popcorn Popowicz sur scène en 2008.

Le groupe est formé le 21 septembre 1986 à Poznań, à l'initiative du bassiste et chanteur Thomas « Titus » Pukackiego, et du guitariste Robert « Litzy » Friedrich,. La formation se complète avec l'arrivée du guitariste Darek « Popcorn » Popowicz et du batteur Peter « Chomik » Kuik. Peu après, Kuik est remplacé par Maciej « Ślepy » Głuchowski. En octobre, Pukacki quitte le groupe pour faire son service militaire,, tandis que Friedrich et Popovich essayent de reformer leur groupe, Slavoy. Ensuite, ils joueront respectivement dans les groupes Turbo et Wolf Spider. Après son retour en 1988, Pukacki tente en vain de faire revivre son premier groupe, Los Desperados. Après avoir revu Popovich, ils decident de reformer Acid Drinkers. Le groupe recrute Friedrich et Maciej « Ślimak » Starosta. Leur premier concert est organisé le 26 août 1989.
Leur premier album studio, intitulé Are You a Rebel?, est publié le 9 septembre 1990 par le label Under One Flag. Le deuxième album, Dirty Money, Dirty Tricks, est publié en juin 1991. En avril 1992, le groupe effectue sa tournée Rebel on the East Tour. Entretemps, en septembre 1992, le groupe sort son troisième album Strip Tease, puis il embarque en octobre pour la tournée Strip Tease Every Where Tour. En octobre 1993, le groupe publie son quatrième album Vile Vicious Vision. En juin 1994, le groupe sort l'album tribute Fishdick. L'album comprend, entre autres, des reprises de Deep Purple, Black Sabbath et Motörhead. Le cinquième album studio d'Acid Drinkers, Infernal Connection, est publié en décembre 1994 par le label MegaCzad. En soutien à l'album, le groupe entreprend la tournée Nuclear Mosher Tour '95 de fin mai à juin 1995. Le 22 avril 1996, le groupe publie son sixième album studio, The State of Mind Report, chez Polton et Warner Music Poland. Ils jouent ensuite en 1997 au cours de la tournée Blasters Nite Tour. Le 18 mars 1998 sort leur septième album, High Proof Cosmic Milk, sous contrat avec Metal Mind Productions. En septembre 1998, ils sortent leur premier album live Varran Strikes Back – Alive!!!. L'album comprend des chansons enregistrées pendant le Varran z Comodo Tour '98.

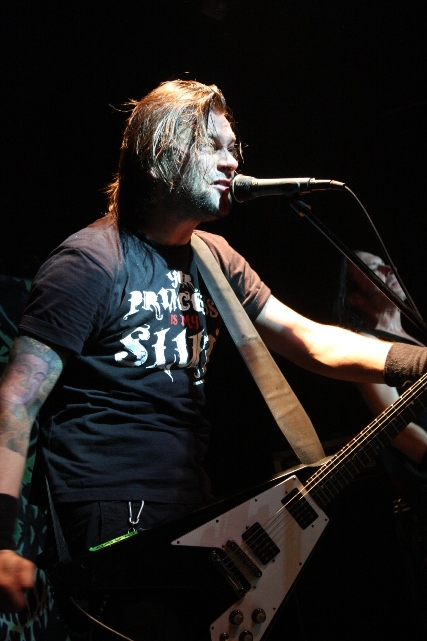
Aleksander Olass Mendyk sur scène en 2008.

À la fin de 1998, Friedrich décide de quitter le groupe. Il est remplacé par le guitariste et chanteur du groupe Guess Why, Przemysław « Perła » Wejmann. Le 17 mai 1999, le groupe publie son huitième album, Amazing Atomic Activity. Le groupe donne quelques concerts lors du Amazing Atomic Activity Tour. Leur neuvième album studio est publié le 2 octobre 2000 est publié sous le titre Broken Head, et soutenu par la tournée Break Your Head Tour 2000. Le 13 mai 2002, ils publient un dixième album intitulé Acidofilia qui est suivi par une tournée Acidofilia Tour. En novembre sort la compilation Maximum Overload – Best Of. Au début de 2003, Wejmann décide de quitter le groupe à cause de divergences conceptuelles et musicales avec les autres membres. Il est remplacé par le guitariste d'Illusion, Tomasz « Lipa » Lipnicki. À la fin de l'année, le groupe signe un contrat d'enregistrement avec Sony Music. Le 24 mars 2004 sort un premier DVD, 15 Screwed Years, qui suit le 24 mai d'un onzième album Rock is Not Enough, qui, lui-même, est suivi par une tournée Rock is Not Enough Tour. Toujours en 2004, Lipnicki quitte le groupe et est remplacé par Aleksander « Olass » Mendyk. En 2006, ils publient un deuxième DVD intitulé The Hand that Rocks the Coffin. En décembre 2007, le groupe signe un contrat d'enregistrement avec Mystic Production.
Le 7 juillet 2008, ils sortent leur douzième album, Verses of Steel. En parallèle sort la compilation Acid Empire Anthology 1989-2008. Le 30 novembre 2008 à Cracovie, Aleksander Mendyk décède d'une insuffisance cardio-vasculaire.

## Membres

### Membres actuels
- Tomasz « Titus » Pukacki – chant, basse (depuis 1986) (Homo Twist)
- Darek « Popcorn » Popowicz – guitare (depuis 1986) (Wolf Spider)
- Maciej « Ślimak » Starosta – batterie (depuis 1989) (aussi membre fondateur de Flapjack)
- Robert « Litza » Friedrich – guitare (1986-1998, depuis 2024)[18]

### Membre de tournée
- Paweł « Paulo » Grzegorczyk – guitare (1994)

### Anciens membres
- Robert « Bobby » Zembrzycki – guitare (2017)
- Piotr « Chomik » Kuik – batterie (1986)
- Maciej « Ślepy » Głuchowski – batterie (1986)
- Przemysław « Perła » Wejmann – guitare (1998-2003) (Guess Why)
- Tomek « Lipa » Lipnicki – guitare (2003-2004) (Illusion)
- Aleksander « Olass » Mendyk – guitare (2004-2008, †)
- Wojciech « Jankiel » Moryto – guitare (2009–2016)
- Łukasz « Dzwon » Cyndzer - guitare (2017-2024)

## Discographie

### Albums studio
- 1990 : Are You a Rebel?
- 1991 : Dirty Money, Dirty Tricks
- 1992 : Strip Tease
- 1993 : Vile Vicious Vision
- 1994 : Fishdick
- 1994 : Infernal Connection
- 1996 : The State of Mind Report
- 1998 : High Proof Cosmic Milk
- 1999 : Amazing Atomic Activity
- 2000 : Broken Head
- 2002 : Acidofilia
- 2004 : Rock is Not Enough
- 2008 : Verses of Steel
- 2010 : Fishdick Zwei – The Dick is Rising Again
- 2012 : La Part du diable
- 2014 : 25 Cents for a Riff
- 2016 : Peep Show

### Singles
- 1995 : 3 Version 4 Yonash / Acid on the Dance Floor
- 1996 : Pump the Plastic Heart
- 1996 : Walkway to Heaven
- 1997 : (I Can’t Get No) Satisfaction
- 2010 : Love Shack (feat.  A. Brachaczek)

### Vidéos
- 2004 : 15 Screwed Years
- 2006 : The Hand that Rocks the Coffin’